# Logi Einarsson
Logi Már Einarsson (ur. 21 sierpnia 1964 w Akureyri) – islandzki polityk i architekt, parlamentarzysta, lider partii Sojusz (2016–2022), minister kultury, innowacji i szkolnictwa wyższego (od 2024).

## Życiorys
Z wykształcenia architekt, absolwent wyższej szkoły architektury i designu w Oslo (Arkitektur- og designhøgskolen i Oslo). Podjął pracę w wyuczonym zawodzie (m.in. w ramach prywatnej firmy projektowej), a także jako wykładowca (w latach 2010–2012 prowadził zajęcia w Háskólinn í Reykjavík). Zaangażował się w działalność polityczną w ramach Sojuszu. Od 2010 był członkiem samorządu swojej rodzinnej miejscowości. Od tegoż roku jako zastępca poselski okresowo wykonywał mandat deputowanego. W wyborach w 2016 po raz pierwszy został wybrany do Althingu. W tym samym roku objął stanowisko wiceprzewodniczącego, a następnie (wkrótce po wyborach) został nowym przewodniczącym Sojuszu. Ugrupowaniem tym zarządzał do 2022, kiedy to zastąpiła go Kristrún Frostadóttir.
W wyborach w 2017, 2021 i 2024 z powodzeniem ubiegał się o parlamentarną reelekcję.
W grudniu 2024 objął urząd ministra kultury, innowacji i szkolnictwa wyższego w nowo utworzonym rządzie Kristrún Frostadóttir.